# Сан-Лоренцо-ин-Пишибус (титулярная диакония)
Титулярная диакония Сан-Лоренцо-ин-Пишибус (лат. Diaconia Sancti Laurentii in Piscibus) — титулярная церковь была создана Папой Бенедиктом XVI 24 ноября 2007 года буллой Purpuratis Patribus. Титулярная диакония принадлежит церкви Сан-Лоренцо-ин-Пишибус, расположенной в районе Рима Борго, она встроена внутри зданий XX века, на южном склоне виа делла Кончилиационе и площади Пия XII. Церковь в которой находится титулярная диакония является приходской, который расположен в приходе Санта-Мария-ин-Траспонтина в семнадцатом районе Рима.

## Список кардиналов-дьяконов титулярной диаконии Сан-Лоренцо-ин-Пишибус
- Пауль Йозеф Кордес (24 ноября 2007 — 19 мая 2018), титулярная диакония pro illa vice (19 мая 2018 — 15 марта 2024, до смерти).